# Rhingiopsis rostrata
Rhingiopsis rostrata är en tvåvingeart som först beskrevs av Christian Rudolph Wilhelm Wiedemann 1830.  Rhingiopsis rostrata ingår i släktet Rhingiopsis och familjen vapenflugor. Inga underarter finns listade i Catalogue of Life.